# Poecilopsis rufilineata
Poecilopsis rufilineata là một loài bướm đêm trong họ Geometridae.